# Brachydontium intermedium
Brachydontium intermedium är en bladmossart som beskrevs av Stone 1973. Brachydontium intermedium ingår i släktet dimmossor, och familjen Seligeriaceae. Inga underarter finns listade i Catalogue of Life.